# Evergestis bifascialis
Evergestis bifascialis là một loài bướm đêm trong họ Crambidae.